# Epiactaeodes tesselatus
Epiactaeodes tesselatus is een krabbensoort uit de familie van de Xanthidae. De wetenschappelijke naam van de soort is voor het eerst geldig gepubliceerd in 1890 door Pocock.